# Suicide Room
Suicide Room (polnisch Sala Samobójców) ist ein polnischer Film aus dem Jahr 2011. Das Drehbuch stammt von Jan Komasa, der auch Regie führte. Die Weltpremiere fand am 12. Februar 2011 auf der 61. Berlinale statt.

## Handlung
Im Mittelpunkt der Handlung steht Dominik Santorski, Einzelkind wohlhabender und ehrgeiziger Eltern, der kurz vor seinem Abitur an einer Privatschule steht. Sein Vater ist ein hoher Ministerialbeamter, seine Mutter die knallharte Chefin einer Werbeagentur, und auch Dominik soll vor allem eines: „funktionieren“. Nach einer Reihe demütigender Erlebnisse mit einem anderen Mitschüler allerdings zieht Dominik sich immer mehr in eine virtuelle Welt zurück, in der es keine gehässigen Mitschüler mehr gibt, dafür Sylwia, die ihn mit ihren Freunden in der „Sala Samobójców“ (dt. „Selbstmördersaal“) bekannt macht, einem Chatroom potenzieller Selbstmörder. Mit der Zeit geht Dominik nicht mehr zur Schule, verlässt auch sein Zimmer nicht mehr und verliert schließlich zunehmend den Kontakt zur Wirklichkeit. Als er Sylwia, die sich mit einer Überdosis Medikamente das Leben nehmen will, die dazu nötigen Tabletten besorgt, sie aber nicht am vereinbarten Treffpunkt erscheint, macht Dominik mit den Tabletten dem eigenen Leben ein Ende. Zurück bleiben seine Eltern, die langsam begreifen, dass sie irgendwas falsch gemacht haben, und Sylwia, die ins reale Leben zurückkehrt.

## Soundtrack
| Musik zum Film „Sala Samobójców“ | Musik zum Film „Sala Samobójców“          | Musik zum Film „Sala Samobójców“          | Musik zum Film „Sala Samobójców“ |
| #                                | Titel                                     | Künstler                                  | Länge (in Min.)                  |
| -------------------------------- | ----------------------------------------- | ----------------------------------------- | -------------------------------- |
| 1                                | Romans                                    | Adam Walicki                              | 0:52                             |
| 2                                | Grass So Bright                           | Kyst                                      | 2:13                             |
| 3                                | Baudelaire                                | Rykarda Parasol                           | 3:10                             |
| 4                                | C’est la mort                             | Stereo Total                              | 2:50                             |
| 5                                | Innerperspective                          | Jacaszek                                  | 1:19                             |
| 6                                | Climb Over                                | Kyst                                      | 2:41                             |
| 7                                | Introspection                             | Jacaszek                                  | 1:42                             |
| 8                                | Turn Me On                                | Wet Fingers                               | 4:31                             |
| 9                                | Introspective 2                           | Jacaszek                                  | 0:55                             |
| 10                               | Nothing to Lose                           | Billy Talent                              | 3:49                             |
| 11                               | Introspective                             | Jacaszek                                  | 1:58                             |
| 12                               | Jeremy Kyle is a Marked Man               | Blakfish                                  | 3:28                             |
| 13                               | Selfescape                                | Jacaszek                                  | 3:09                             |
| 14                               | Inscape                                   | Jacaszek                                  | 1:07                             |
| 15                               | How I Want                                | Kyst                                      | 1:46                             |
| 16                               | Selfescape                                | Jacaszek                                  | 2:23                             |
| 17                               | Sign 0                                    | Chouchou                                  | 6:10                             |
| 18                               | Sally with Randy                          | Włodek Pawlik Quartet feat. Randy Brecker | 7:03                             |
| 19                               | Rock with me pumpin trump                 | Wet Fingers                               | 3:58                             |
| 20                               | Mazurka, Op. 17 No. 4 von Frédéric Chopin | Magdalena Żuk                             | 4:23                             |
| 21                               | Cherry is Gone                            | Rykarda Parasol                           | 2:55                             |

## Auszeichnungen (Auswahl)
Suicide Room wurde für mehrere Auszeichnungen nominiert (u. a. Teddy Award) und konnte auch mehrere gewinnen:
Gdynia Film Festival (2011)
- Goldener Löwe für das beste Kostümdesign
- Goldener Löwe für das beste Sounddesign
- Silberner Löwe für den besten Spielfilm

Polnischer Filmpreis (2011)
- Adler für die Entdeckung des Jahres: Jan Komasa
- Adler für den besten Schnitt: Bartosz Pietras

FilmFestival Cottbus – Festival des osteuropäischen Films (2011)
- U18 – deutsch-polnischer Jugendfilm-Wettbewerb: Preis für den besten Jugendfilm[4]